# 우도초등학교
우도초등학교는 대한민국 제주특별자치도 제주시 우도면 연평리에 있는 공립 초등학교이다.

## 학교 연혁
- 1929년 5월 10일 영명의숙 인가
- 1936년 4월 1일 연평사립보통학교 개교(연평리 1457)
- 1938년 4월 1일 연평사립심상소학교로 개칭
- 1941년 4월 1일 연평사립국민학교로 개칭
- 1946년 10월 3일 연평국민학교로 개칭
- 1981년 2월 5일 병설유치원 개원
- 1996년 3월 1일 연평초등학교로 개칭
- 2000년 3월 1일 초·중학교 통합
- 2010년 1월 13일 우도초등학교로 개명
- 2012년 3월 1일 통일부 요청 도지정 통일교육 시범학교 운영
- 2017년 3월 10일 초 · 중 통합학교 제 12대 강승민 교장 부임
- 2019년 1월 25일 제81회 졸업 5명(남 : 3명, 여 : 2명, 계 : 5명)
- 2019년 3월 4일 2019학년도 신입생 입학 9명(남 : 5명, 여 : 4명)

## 참고 자료
- 우도초등학교 - 한국교육학술정보원 학교알리미